# Frank Vanhecke

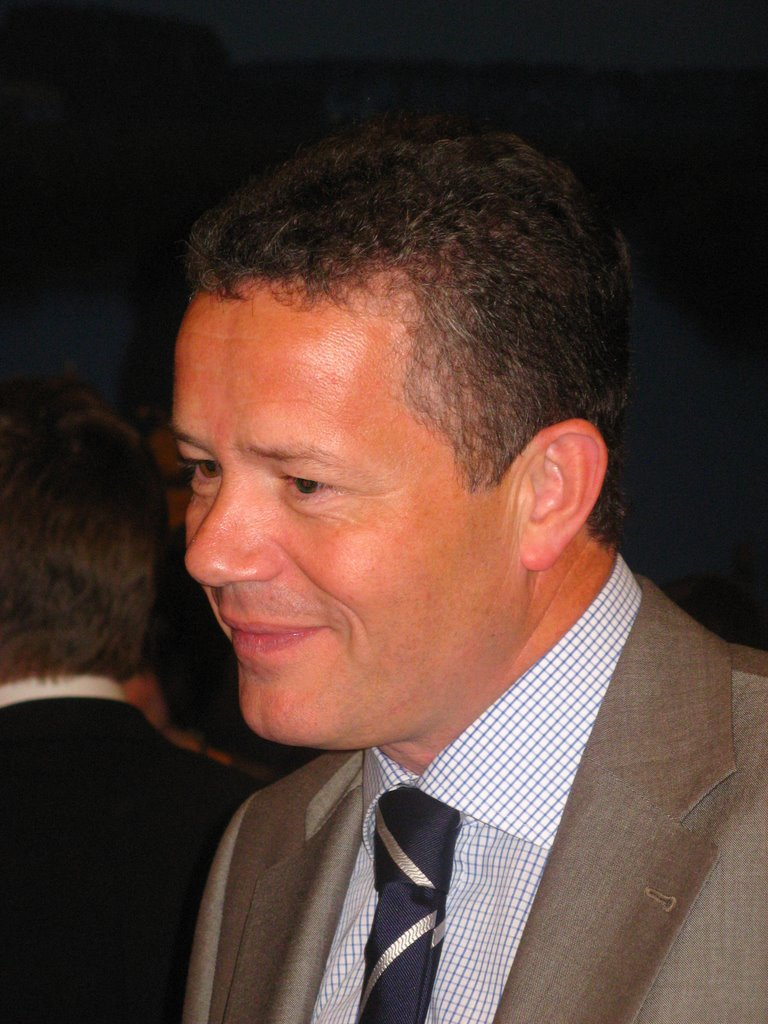
Frank Vanhecke

Frank Vanhecke este un om politic belgian, membru al Parlamentului European în perioada 2004-2009 din partea Belgiei. 
1. 1 2  Deputații în Parlamentul European
2. ↑  Members A-Z since 1949